# Pandémie de Covid-19 au Québec
Pour un article plus général, voir Pandémie de Covid-19.
- <5,000
- 5,000–6,999
- 7,000–9,999
- 10,000–12,999
- 13,000–14,999
- ≥15,000

La pandémie de Covid-19 au Québec est une crise sanitaire provoquée par la maladie à coronavirus 2019 (Covid-19). Cet article décrit l'historique, les conséquences scientifiques, politiques, sociales et économiques de la pandémie dans cette région du monde.
À l'instar d'une bonne partie des gouvernements de la planète, le gouvernement du Québec met en place des politiques sanitaires exceptionnelles, prônant des comportements-barrière pour aplatir la courbe, que l'on prévoit exponentielle, des personnes infectées, afin que celles-ci ne saturent pas le système de santé québécois. Au cours des premières semaines, on note ainsi une fermeture d'une majorité d'entreprises et institutions, dont les écoles et services de garde sauf pour les travailleurs essentiels. L'enseignement supérieur se fera à distance pour l'essentiel de l'année 2020.
Les premiers mois de la pandémie au Québec sont caractérisés par une forte mortalité dans les centres de personnes âgées, l'armée canadienne vient même en renfort. Cette mortalité mène le Québec à enregistrer le plus grand nombre de morts engendrés par la maladie au Canada, position que la province occupe toujours près de 2 ans plus tard.
Dès mars 2020, le gouvernement québécois met en place des conférences de presse dans un format hors du commun : le premier ministre et la, puis le ministre de la Santé tiennent une conférence de presse quotidienne en compagnie du chef de la Direction générale de la santé publique, Horacio Arruda. Ceci consacre cette personne, inconnue du grand public avant la pandémie de Covid-19, comme un personnage incontournable de la gestion gouvernementale de la pandémie au Québec. Ce format est conservé jusqu'en janvier 2022, alors que le successeur d'Arruda, Luc Boileau, demande que ses conférences de presse soient sans la présence d'élus, afin d'afficher une plus grande indépendance face au gouvernement.
À l'instar du gouvernement du Canada, le gouvernement du Québec déploie au fil des mois plusieurs programmes d'aide financière qui viennent supporter différents secteurs et personnes affectés par la pandémie et qui relèvent de son champ de compétence : transport en commun, restaurateurs, tenanciers de bars, hôtels, cinémas, etc.
Pendant la période où le Québec est affecté par la pandémie, plusieurs vagues de contamination ont lieu sur le territoire, avec comme patron général une embellie au printemps-été, où les mesures sanitaires sont allégées, et une détérioration pendant l'automne et l'hiver, pendant lesquelles les mesures sont resserrées. Le gouvernement du Québec doit reculer sur les conditions de rassemblement du temps des fêtes en décembre 2020 et en décembre 2021. Au plus dur de la pandémie, un couvre-feu est instauré (du début janvier jusqu'au début juin 2021, puis à partir du 30 décembre 2021,). À la suite de la mise en place du second couvre-feu, certaines études ont mis en doute l’efficacité de cette mesure pour limiter la transmission de la Covid-19.
Les mesures sanitaires sont d'abord appliquées au territoire québécois dans son ensemble puis, à l'automne 2020, une différenciation par région administrative est mise en place sous forme d'un système de paliers d'alertes. Ce système est par la suite mis de côté pour voir le retour des mesures s'appliquant au territoire au complet en décembre 2021 lors de la hausse fulgurante de cas provoquée par le variant Omicron.
La campagne de vaccination débute dès décembre 2020. Les Québécois terminent l'année 2021 avec une couverture vaccinale parmi les meilleures des pays développés. La province est également la première au Canada à mettre en place un passeport vaccinal en septembre 2021. Celui-ci est exigé pour accéder à des commerces non essentiels présentant un certain risque de contamination (restaurants, cinémas, bars, salles de spectacle, etc.).

## Historique
| \| 3 967 11 022 32 809 15 200 14 916 133 108 12 561 1 147 577 109 2 066 19 280 31 735 24 078 21 010 51 483 [47] [119] OCEAN · ATLANTIC Baie · d'Hudson Baie · James Baie · d'Ungava Golfe du · Saint-Laurent \| Nombre de cas par région le 9 juillet 2021 Les régions entre crochets sont celles avec des barrages policiers et/ou · avec un accès restreint aux déplacements non essentiels vers ces · régions. |
| 3 967 11 022 32 809 15 200 14 916 133 108 12 561 1 147 577 109 2 066 19 280 31 735 24 078 21 010 51 483 [47] [119] OCEAN · ATLANTIC Baie · d'Hudson Baie · James Baie · d'Ungava Golfe du · Saint-Laurent |

### Premier cas
Le 27 février 2020, un premier cas est détecté au Québec et officiellement confirmé le lendemain. Il s'agit de celui d'une femme de retour d'un voyage en Iran, pays fortement touché par la maladie. Par la suite, les cas se multiplient dans la région de Montréal, qui devient l'épicentre de l'épidémie au pays. Rapidement, on note également une éclosion significative dans la région de l'Estrie, éclosion qui laisse croire que le virus avait déjà voyagé sur le territoire avant que le premier cas officiel ne soit annoncé. Une analyse ultérieure d'environ 3 000 séquences génomiques de malades de la première vague confirme 15 à 17 introductions de la maladie avant le premier cas officiel.

### Conférences de presse
Le 12 mars 2020, accompagné de la ministre de la santé Danielle McCann et du directeur national de la santé publique du Québec Horacio Arruda, le premier ministre du Québec François Legault tient une première conférence de presse pour annoncer des mesures exceptionnelles pour lutter contre la pandémie. Le lendemain, toujours en conférence de presse, François Legault annonce la fermeture des écoles, cégeps et universités de la province et le Québec devient la première province canadienne à déclarer l'état d'urgence sanitaire.
Tout au long de la pandémie, le trio Legault-McCann-Arruda fait différentes annonces, notamment sur les mesures mises en place par les autorités de Santé publique, lors d'un point de presse quotidien, à 13 h. À partir de la mi-avril, les points de presse sont faits du lundi au vendredi, prenant congé la fin de semaine. Ces conférences de presse deviendront un rendez-vous télévisuel pour les Québécois, atteignant des cotes d'écoute de plus de 2 millions de téléspectateurs. Initialement, c'était à cette même heure (13 h) qu'étaient diffusés les chiffres mis à jour sur l'évolution de l'épidémie; en mai, le moment de cette diffusion change pour 11 h. Le 25 juin, constatant une certaine stabilisation dans le nombre de nouveaux cas, et afin d'avoir des données plus stables, car cela peut prendre plusieurs jours avant de comptabiliser les cas, le gouvernement annonce que les bilans de la Covid-19 au Québec passeront de quotidien à hebdomadaire. Le lendemain, devant les protestations, le gouvernement fait volte-face et le nouveau ministre de la Santé, Christian Dubé, annonce que les bilans resteront quotidiens.
Peu de temps après, le gouvernement fédéral adopte des mesures de quarantaine aux frontières aériennes, terrestres et maritimes du pays, dont plusieurs traversent la province. Quant à elles, les différentes municipalités du Québec mettront également en place des mesures variées. La réponse de la population québécoise aux directives données par les différents paliers de gouvernement est l'une des meilleures en Amérique du Nord.
Le 11 janvier 2022, François Legault annonce qu'une « contribution santé » devra être payée par les Québécois non vaccinés, qui font peser un « fardeau vraiment trop important » sur le système de santé.
Le 20 janvier 2022, François Legault explique ne pas pouvoir alléger les mesures sanitaires, pour ne pas surcharger le réseau de la santé. Le pic des hospitalisations aurait été atteint à l'échelle de la province.

## Conséquences par sujet
Le Québec n'a pas été frappé par une pandémie de cette ampleur depuis la grippe espagnole, il y a plus d'un siècle. Les acquis sociétaux de ce genre de situations se sont dissipés avec le temps. Ainsi, l'évolution exponentielle de la menace, conjuguée au fait que les malades asymptomatiques semblent pouvoir transmettre la maladie, ont fait en sorte que la société québécoise a été frappée par surprise et de plein fouet. Les impacts sont à de multiples niveaux : santé, politiques, légaux, sociaux, économiques, scientifiques, etc.

### Santé

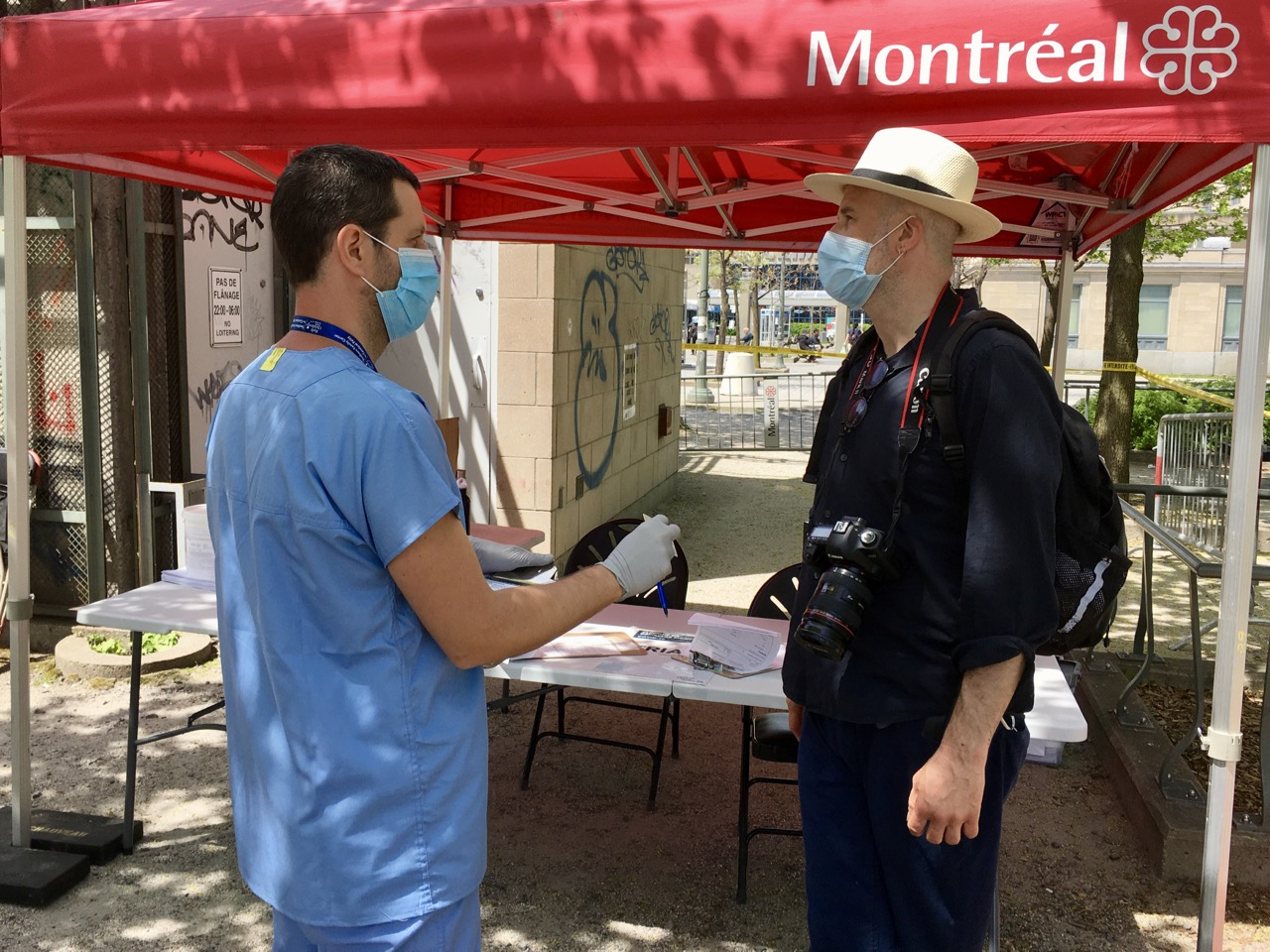
Infirmier avec un patient à une clinique de dépistage mobile de la Covid-19 à Montréal (juin 2020)

Par rapport au reste de l'Occident, le Québec bénéficie d'une arrivée tardive de la maladie sur son territoire, de sorte que des mesures de santé publique ont pu rapidement être mises en place afin d'endiguer la maladie. Cependant, la province est celle qui est la plus touchée par la maladie au Canada. Plusieurs hypothèses sont soulevées pour expliquer cela. Une prépublication conjointe du Laboratoire de santé publique du Québec (LSPQ) et du Centre de génomique de l'Université McGill (d), dont les résultats sont rendus publics à la fin septembre, affirme que la cause première de l'étendue des cas au Québec serait les voyages effectués lors de la semaine de relâche, qui s'est déroulée une semaine avant le confinement dans cette province alors qu'elle n'a pas eu lieu, ou est arrivée plus tard, dans les autres,.
L'état d'urgence sanitaire est déclaré le 13 mars, ce qui donne des pouvoirs étendus à la ministre de la Santé et des Services sociaux.
Les autorités de la santé publique suivent les directives de l'OMS et mettent en place des cliniques de dépistage du virus afin de mieux détecter, suivre et isoler les cas. À la fin mars, le premier ministre du Québec affirme que la province est « [...] un des endroits au monde où on teste le plus ».
Le système de santé québécois est également adapté en prévision d'une vague de patients contagieux nécessitant des soins hospitaliers significatifs. On tente ainsi d'acquérir le plus rapidement possible de l'équipement de protection, d'établir des zones « chaudes » et « froides » dans les hôpitaux et d'augmenter le nombre de lits médicalisés. Des milliers de lits d'hôtels sont également réservés en cas de débordements des hôpitaux.
Les hôpitaux répondent relativement bien aux besoins à ce niveau, ce qui n'est cependant pas le cas des centres d'hébergement et de soins de longue durée (CHSLD), demeurés dans l'angle mort des autorités sanitaires et dont environ le quart des établissements a recensé au moins un cas de Covid-19 parmi les patients ou le personnel au début du mois d'avril.
Au mois de décembre 2021, les tests rapides de dépistage de la Covid-19 partent promptement dans les pharmacies.

#### Vaccination
Un passeport vaccinal est mis en place en 2021 pour accéder notamment aux salles de spectacle, bars et restaurants, casinos, conférences, lieux de culte ou encore les installations sportives.
Déclarant « comprendre la colère » envers les non-vaccinés, le premier ministre François Legault propose de durcir le dispositif pour 2022 notamment en l'imposant à l'entrée des établissements de la Société des alcools et de la Société du cannabis. Il souhaite également instaurer une taxe dont devront s'acquitter les personnes non vaccinées. Cette mesure suscite la controverse. Ainsi, selon l’épidémiologiste Nimâ Machouf  : «  Ceux qui sont anti-vaccin par croyance vont le rester, et ce sont les pauvres qui vont écoper. Ça ne réglera rien, et on ouvre une brèche dans le principe de la gratuité des soins.  »  
Le gouvernement essuie certaines critiques début 2022 en raison de retards dans la troisième dose de vaccin, de la pénurie de tests PCR, du manque de masques chirurgicaux et de personnels soignants et de décisions contradictoires dans la gestion de la pandémie.

### Sociales
Depuis le début de la pandémie, les cas de délation ont augmenté au Québec, menant à du profilage racial et social,,. Le 15 avril 2020, un groupe de juristes publie un fascicule visant à sensibiliser le public aux enjeux des mesures sanitaires relativement aux droits et libertés,.

#### Solidarité

Une illustration d'un arc-en-ciel et les mots Ça va bien aller, symbole et slogan lié au mouvement de solidarité au Québec.

Plusieurs symboles de solidarité se propagent pendant la pandémie, dont le mouvement des représentations des arcs-en-ciel. Originaire d'Italie, ce mouvement est apparu au Québec grâce aux réseaux sociaux. Il consiste à coller sur les fenêtres des maisons le dessin d'un arc-en-ciel avec les mots « Ça va bien aller ». De nombreuses personnalités participent au mouvement. Le premier ministre du Québec, François Legault, reprend ces mots dans un de ses discours à la population du Québec.
Le mouvement de faire clignoter les lumières de la maison, typiquement un flash tes lumières, est apparu, à nouveau, lors de la propagation de la pandémie de Covid-19 au Québec. L’un des initiateurs du mouvement est Stéphane Lévesque, un résident de Saint-Léonard-d'Aston, au Centre-du-Québec. Les gens sont alors invités, chaque soir à 20h30, à faire clignoter leurs lumières en signe de solidarité avec le gouvernement, les travailleurs de la santé et tous ceux qui sont isolés dans leur foyer en raison de la pandémie. Jean-Marc Parent avait popularisé ce mouvement dans les années 1990 dans le cadre de son émission L'Heure JMP. Des regroupements de véhicules qui clignotent leurs phares, klaxonnent ou font sonner des sirènes se produisent aux environs de certains centres hospitaliers,,.
Un mouvement de solidarité est survenu pour venir en aide au réseau de la santé québécois. Touchées par l'ampleur de la tâche de confronter le virus et par le manque d'équipement nécessaire aux travailleurs de la santé, de nombreuses entreprises offrent de récupérer et d'offrir des masques. De plus, plusieurs entreprises offrent de modifier leur chaîne de travail pour fabriquer des produits utiles pour le système de santé, comme du désinfectant, des vêtements, des masques, etc.

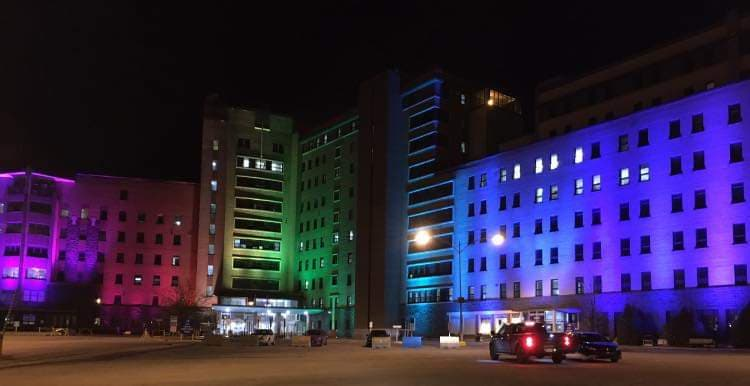
Hôpital de Chicoutimi aux couleurs de l'arc-en-ciel.

Le 3 mai 2020, Fabrice Vil diffuse sur sa page Facebook la vidéo antiraciste Je me souviendrai réalisée par Jorge Camarotti, qui est inspirée par le poème britannique Clap for me Now, saluant et remerciant la contribution du personnel de la santé et des travailleurs essentiels québécois principalement racisés ou immigrants de première génération. Fabrice Vil espère que la société québécoise se souvienne de sa propre diversité ethnoraciale pour que celle-ci mette en place des politiques qui luttent contre le racisme, la pauvreté et l'exclusion,,.
Le 10 mai 2020 est diffusé un spectacle bénéfice sur les ondes de TVA  et de Télé-Québec, Une chance qu’on s’a, qui réunit plus de 80 artistes pour ramasser des dons pour deux organismes : Les Petits frères, aidant les personnes âgées se retrouvant seules, ainsi que SOS Violence conjugale, aidant les personnes victimes de violence conjugale. Le spectacle veut aussi amener une touche d’espoir et de positivisme, il s’inspire des spectacles-bénéfice américain One World : Together at Home, et canadien Stronger Together, Tous Ensemble (en).

#### Partys
Tant lors de l'été, que lors de la deuxième vague à l'automne 2020, les partys privés sont la cause première des éclosions, plus que les bars. C'est pour cette raison qu'en zone rouge les rassemblements des personnes provenant de domiciles différents sont interdits.

#### Immigration
Entre 25 600 et 30 500 personnes, sur les 43 000 à 44 500 immigrants prévus pour 2020, seront accueillis au Québec, ce qui représente 60-70 % de la cible pour cette année. Le gouvernement du Québec annonce un « rattrapage » pour 2021 et 2022 afin de combler cette différence,.

#### Moral
Selon un sondage de l'Institut national de santé publique du Québec, réalisé en janvier 2022, le moral des Québécois est en "déconfiture généralisée" depuis l'arrivée du variant Omicron. Les organismes communautaires et les psychologues observent une aggravation de l'état psychologique des Québécois depuis le début de la pandémie,,.
Selon un sondage CROP-La Presse, les jeunes adultes de 18 à 34 ans se sentent fatigués par les restrictions sanitaires.

#### Jeunes
Partout dans le monde, les répercussions de la Covid-19 se sont fait sentir. Le quotidien des enfants a été profondément bouleversé. La fermeture des écoles, l’isolement ainsi que la perte de proches sont tous des facteurs qui ont augmenté la vulnérabilité des jeunes. Après observation, leur santé mentale ainsi que leur comportement ont écopé. Cette situation imprévisible a fait en sorte que les jeunes n’avaient pas accès aux ressources au moment où ils en auraient eu besoin. La pandémie a causé une augmentation significative des problèmes de comportements internalisés et externalisés. L’apparition des difficultés sont directement liées au développement de l’enfant. Chez les enfants de tout âge, nous pouvons observer une augmentation des difficultés émotionnelles entre 18,64 % et 39,9 %, une augmentation de l’hyperactivité et d’inattention de 20.36 % ainsi qu’une augmentation de 35.10 %des problèmes de conduites. Sommes toutes, il est encore difficile d’attribuer une relation de causalité avec ces observations, mais les études faites à ce jour nous permettent de déterminer les effets à court terme de la pandémie.

### Judiciaires et légales

#### Contraventions
Entre le début de l'urgence sanitaire, le 13 mars 2020, et la mi-août, 3 537 rapports d'infraction pour manquement aux consignes du gouvernement dans le cadre de la lutte à la Covid-19 ont été émis au Québec. Beaucoup de ces rapports visent les rassemblements privés ne respectant pas les consignes, souvent à la suite de plaintes de citoyens.
Le 16 septembre 2020, François Legault reconnaît que les mesures de santé publique visant les résidences privées sont difficiles d'application, notamment parce que les policiers doivent avoir un mandat avant de pénétrer dans une résidence privée.
Le 22 septembre 2020, le directeur de la Santé publique Horacio Arruda indique que les policiers pourront bientôt investir des domiciles sans mandat s'ils ont des soupçons d'un rassemblement illégal. Il se rétracte plus tard dans la journée, le ministre de la Santé Christian Dubé indiquant que cette mesure était la dernière des solutions à envisager.
À partir du 30 septembre, les forces policières peuvent donner une contravention de 1 000 $, plus les frais, aux personnes se rassemblant dans une zone rouge, tant à l'intérieur qu'à l'extérieur. Ce montant pourra s’élever jusqu'à 1 500 $ pour les personnes refusant de porter le masque dans un lieu public fermé ou dans une manifestation. Une procédure permettant d'obtenir rapidement un télémandat pour pénétrer à l'intérieur des résidences sans le consentement est également mise en place.
Pendant la période des fêtes 2020, alors que tous les rassemblements sont interdits, les autorités policières remettent surtout des avertissements et peu de contraventions pour le non-respect des mesures sanitaires.
Dans les deux semaines suivant la mise en place du couvre-feu le 9 janvier 2021, les policiers du Québec ont donné environ 200 contraventions par jour.
Entre le début de la pandémie jusqu’au 31 décembre 2021, les Québécois ont payé 45 millions en infractions.

#### Pénitenciers
Le 6 mai 2020, la ministre de la Sécurité publique, Geneviève Guilbault, accorde la permission de sortie aux détenus qui ont commis un crime de faible gravité dont la peine se termine dans moins de 30 jours ou qui sont vulnérables, telles les femmes enceintes, les personnes âgées et les personnes immunodéprimées. Ceux faisant partie d'un groupe criminel ou ayant commis des crimes violents ou graves sont exclus,.
Le 20 mai 2020, un premier détenu décède de la Covid-19 au Québec. Il s'agit d'un homme de 72 ans qui était incarcéré à la prison de Bordeaux. Ce moment survient à l'apogée d'une première éclosion dans cet établissement pénitentiaire, avec 40 agents et 90 détenus infectés. Certains détenus refusent d'être testés par crainte d'être mis en isolement pendant 14 jours. En date du 6 août, près de 1 500 tests avaient été effectués sur les détenus canadiens, dont environ un quart s'est révélé être positif.
Au mois d'août 2020, une baisse record du nombre de personnes incarcérées au Canada est constatée par Statistique Canada. Au Québec, cette baisse est de 15% de février à avril seulement, passant de 4 381 à 3 742 détenus. La libération hâtive des prisonniers est une mesure préventive visant à réduire le risque pour la sécurité publique. Des agents de libération conditionnelle du Service pénitentiaire du Canada dénoncent la pression imposée pour procéder à des révisions de dossier et assouplir les conditions de libération.
En février 2021, l’Établissement de détention de Québec est atteint d'une deuxième éclosion de Covid-19, la première ayant atteint le secteur féminin de l'établissement. Le même mois, une éclosion au Centre de surveillance de l’immigration de Laval mène à des demandes de libération des détenues.

#### Palais de justice
Le 15 mars, la ministre de la Justice Sonia LeBel annonce la suspension de certains délais légaux de même qu'un accès restreint aux palais de justice.
Le 28 mai, la ministre de la Justice, Sonia LeBel, indique que les palais de justice seront prêts à rouvrir le 1er juin, en utilisant la technologie et des ajustements sur place.

#### Fondation pour la défense des libertés du peuple
Le 8 juin 2020, la Fondation pour la défense des libertés du peuple, représenté par Guy Bertrand, intente un recours judiciaire contre le gouvernement du Québec et la Santé publique afin de faire suspendre certains articles de la Loi sur la santé publique. Selon eux, les décrets et arrêtés ministériels qui peuvent être adoptés dans le cadre de cette loi violent les libertés et les droits protégés par les chartes québécoise et canadienne.
Ce mouvement est mené par Stéphane Blais, connu pour son adhésion à plusieurs théories du complot, et appuyé par l'ex-chef d'antenne de TQS Josée Turmel. Le 7 juillet 2020, Blais rencontre des dizaines de supporteurs dans un café de Québec, en ignorant les consignes sanitaires du gouvernement, un événement diffusé sur Facebook. À la suite du non-respect des consignes sanitaires, et à l'appel à la désobéissance civile, Guy Bertrand quitte le mouvement, affirmant que le lien de confiance avec son client était rompu.

#### Vol d'identité
De nombreux Québécois sont victimes de vol d'identité, les usurpateurs utilisant les informations dérobées pour obtenir les montants de la prestation canadienne d'urgence (PCU)
,. Ce problème est particulièrement aigu chez les enseignants
, à la suite d'une fuite de données au ministère de l’Éducation et de l’Enseignement supérieur (MEES) ayant touché la quasi-totalité des enseignants du Québec.

### Environnementales
Comme à d'autres endroits du monde, la baisse de l'activité humaine engendre certains effets significatifs sur l'environnement au Québec.
On note ainsi une baisse marquée de la pollution de l'air des grandes villes canadiennes, Montréal enregistrant une baisse d'environ 30 % du dioxyde d'azote pendant les deux premiers mois de la pandémie.
On note également une augmentation des animaux en milieu urbain.
Le port obligatoire du masque pour les élèves du secondaire et pour les membres du personnel génère hebdomadairement 4,7 millions de masque dont il faut disposer . Les masques jetables ont des composés plastiques, comme le polypropylène, prenant jusqu'à 500 ans pour se décomposer. Recyc-Québec propose cinq compagnies pour disposer des masques. Deux options existent : incinération à Niagara Falls, plus économique, ou dépeçage et recyclage des composés, un moyen plus coûteux.

### Arts, culture et loisirs

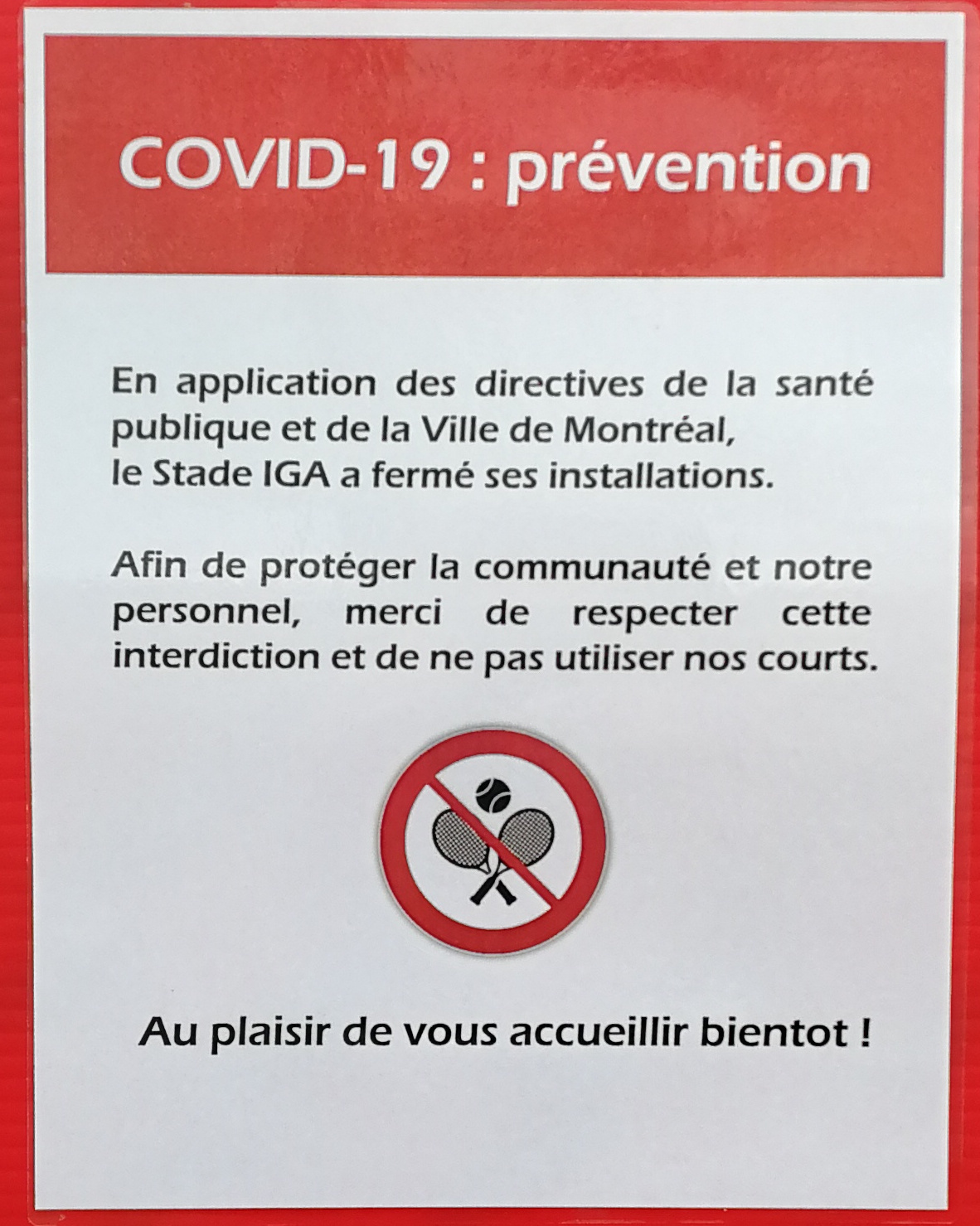
Affiche placardée sur les clôtures des installations du Stade IGA.

Dès le début de la pandémie, plusieurs organisations annoncent l'annulation de festivals: le  gala Artis, le Festival du film de l'Outaouais, le Festival international de jazz de Montréal et le Festival d'été de Québec. D'autres, comme le Festival Juste pour rire et les Francos de Montréal, sont reportés et écourtés, alors que d'autres événements sont transformés en version en ligne, comme le Festival international du film sur l'art.
Le 10 avril 2020, le Québec demande l'annulation des festivals et autres événements publics sportifs et culturels jusqu'au 31 août.
Ginette Reno interprète le 10 mai 2020, pour la première fois, la chanson Ça va bien aller écrite durant la pandémie par elle, son fils Pascalin Reno ainsi qu'André M. Gagnon. La chanson est interprétée lors du spectacle-bénéfice Une chance qu'on s'a. Par son titre ainsi que par ses paroles, la chanson est liée à la pandémie de Covid-19.
Les bibliothèques devaient être fermées en zone rouge, mais le gouvernement s'est ravisé et permet leur ouverture, mais seulement pour le prêt et le retour de livres.
Le 2 octobre 2020, la ministre de la Culture Nathalie Roy présente un plan d’aide aux entreprises culturelles de 50 millions de dollars. Ce plan servira à composer 75 % des pertes de la vente de billets en raison de la pandémie. Les musées et les salles de cinéma en zone rouge bénéficient également d'une aide financière supplémentaire de 5 millions.
Le 17 décembre 2020, la ministre de la culture Nathalie Roy annonce une aide financière de 4,6 millions aux exploitants des salles de cinéma du Québec.
Au cours de l'année 2020, les parcs de la Société des établissements de plein air du Québec (SÉPAQ) ont connu un achalandage record, avec une augmentation estivale de 14 % par rapport à la même période en 2019.
Alors que les cinémas peuvent ouvrir à partir de la semaine de relâche 2021, les propriétaires se plaignent des mesures en place qui les empêchent de vendre de la nourriture, dans ce qui sera nommé le pop-corngate. Les ventes alimentaires seraient un facteur clé pour la rentabilité des cinémas. Devant ces plaintes, le gouvernement annonce le 18 février 2021 qu'il y aura une compensation financière pour combler ces pertes.
À la suite de l'annonce de l'ouverture des cinémas à partir du 26 février 2021, mais pas des autres types de salles de spectacles, les organismes québécois des arts vivants se mobilisent et manifestent pour l'ouverture des lieux de diffusion artistique en zone rouge.

### Religieuses
Comme ailleurs dans le monde, les communautés religieuses québécoises sont particulièrement touchées par la pandémie. De plus, le Québec est l'endroit au Canada où l'on retrouve le plus de congrégations, avec 70 % des religieux et religieuses de tout le pays, soit environ 8 000 personnes, dont une majorité de femmes âgées.
Plusieurs paroisses font retentir les cloches de leurs églises tous les soirs à 20 h, un clin d'œil au mouvement flash tes lumières. L'initiative a été lancée par Céline Wakil, une agente en pastorale du Diocèse de Saint-Jean–Longueuil[réf. nécessaire].
Mgr Christian Lépine, archevêque de Montréal, et Mgr Marc Pelchat, archevêque auxiliaire de Québec, ont demandé aux paroisses de faire sonner les cloches des églises tous les dimanches à midi, à compter du 29 mars et jusqu'à Pâques, pour une durée de 10 minutes. Cette initiative a été reprise par d'autres diocèses québécois, dont celui de Valleyfield.

## Conséquences par région

### Chaudière-Appalaches

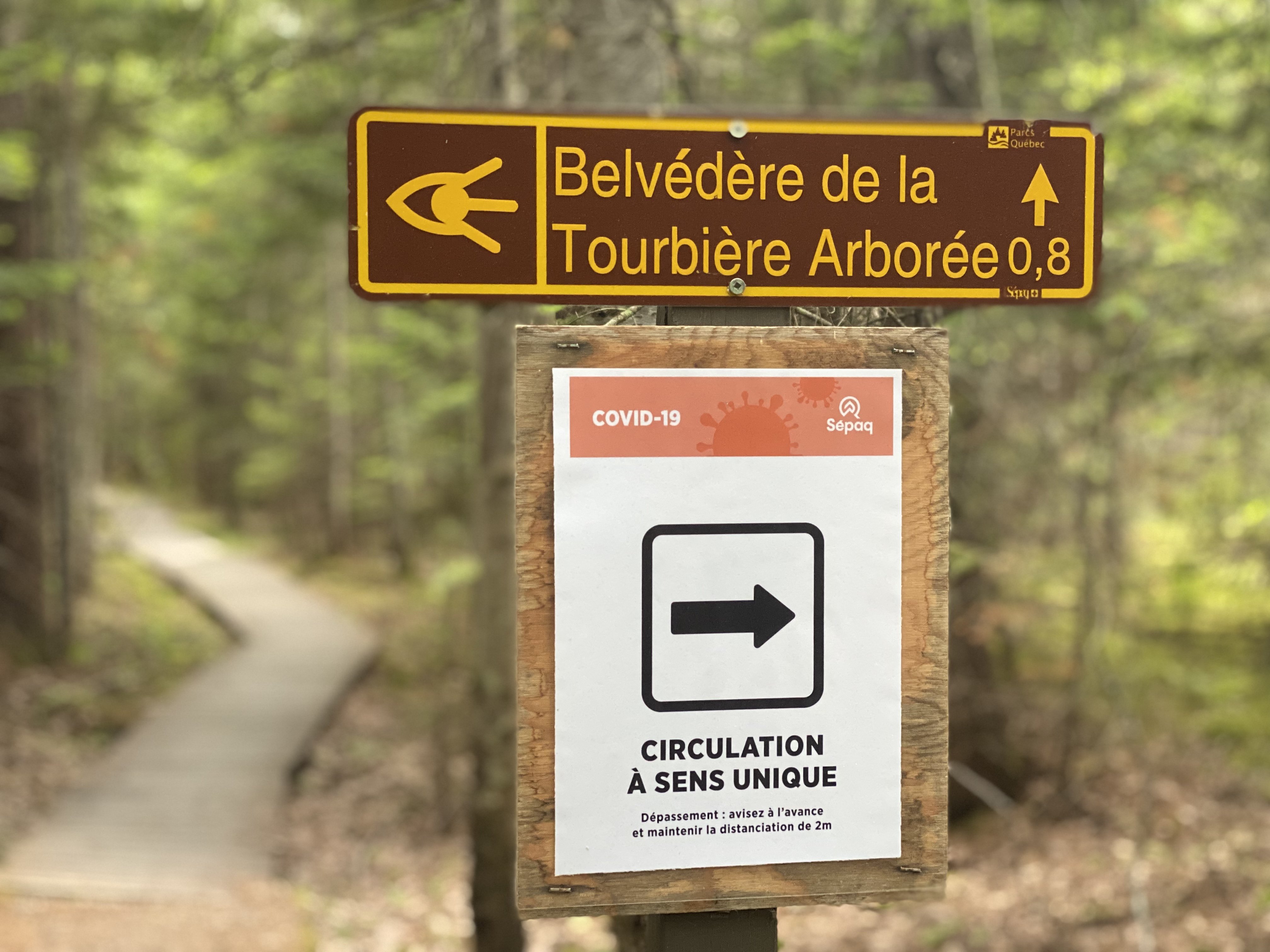
Affiche informative en lien avec la Covid-19 sur un sentier pédestre du parc national de Frontenac.

Le 1er octobre 2020, la situation épidémiologique fait passer pour une première phase de 28 jours les MRC de Lévis, Les Appalaches, Lotbinière, Beauce-Sartigan, Robert-Cliche (aujourd'hui Beauce-Centre), La Nouvelle-Beauce, Bellechasse en zone rouge.
Le 1er novembre 2020, les MRC de Montmagny, L'Islet et des Etchemins passent à leurs tours en rouge.
Pendant la deuxième vague, une résidence privée pour personnes âgées de Thetford Mines accueillant des personnes avec des troubles cognitifs, est le lieu d'une importante éclosion. 33 personnes sont contaminés.
La forte baisse des cas fait passer la région au palier d'alerte orange le 8 mars 2021, ce qui signifie notamment la réouverture des restaurants et des installations sportives intérieures.
La hausse des cas fait basculer la ville de Lévis en zone spéciale d'urgence le 1er avril 2021. Les mesures impliquent le retour du couvre-feu à 20 h, la fermeture des établissements d'enseignement, la fermeture des commerces non-essentiels, des restaurants ainsi que des cinémas, salles de spectacle et musées.
Un peu moins d'une semaine plus tard, ce sont les MRC de la Nouvelle-Beauce, Beauce-Sartigan, Robert-Cliche, Les Etchemins et de Bellechasse qui sont concernées par ces mesures.
L'ensemble de la région tombera finalement en zone d'urgence le 14 avril 2021, « pour éviter le pire » dit Marie-Eve Proulx, responsable de la région. La Beauce est à ce moment-là la sous-région la plus touchée au Québec avec plus de 700 cas actifs par 100 000 habitants.

### Côte-Nord

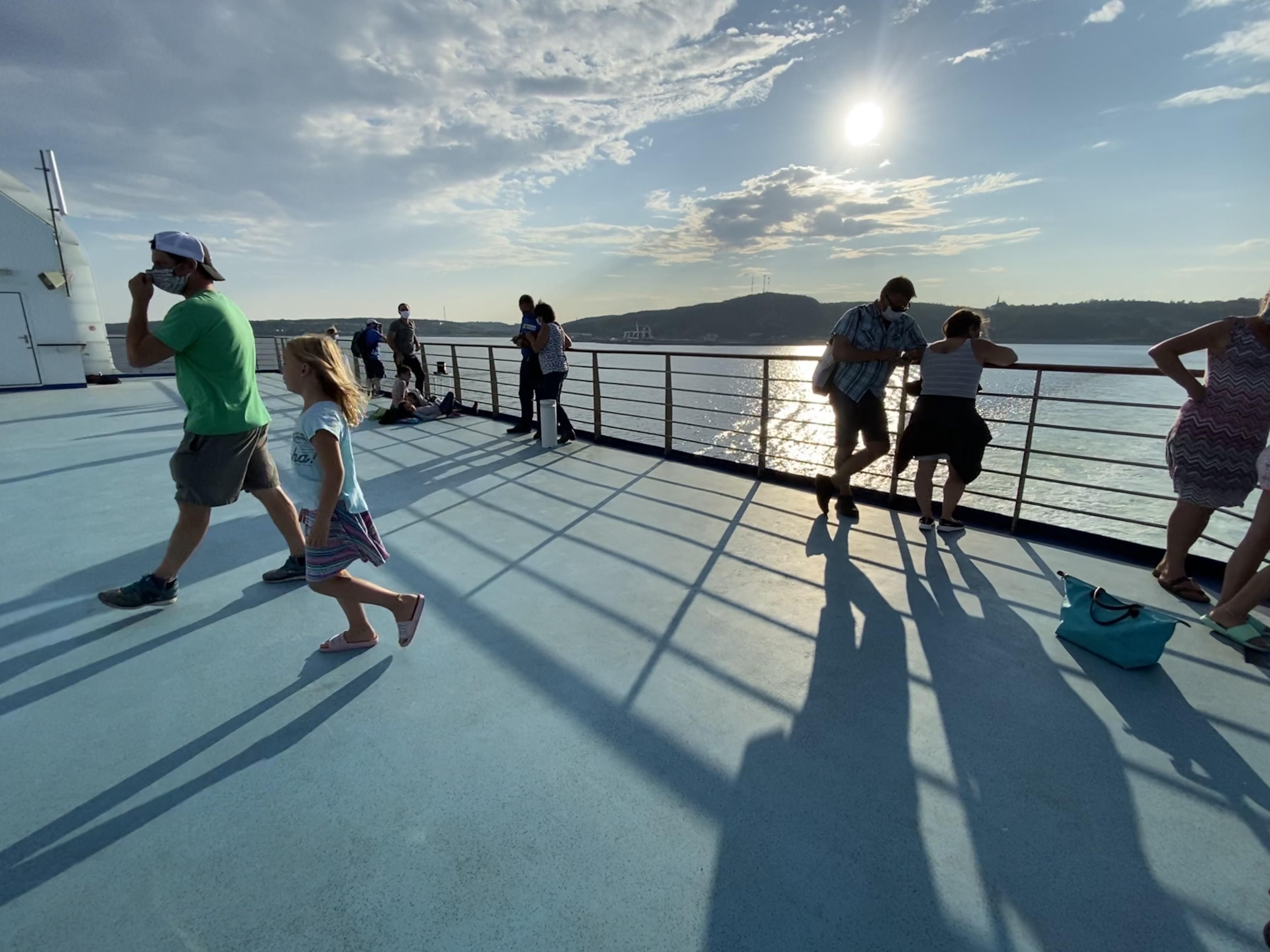
Personnes portant un masque sur le traversier F.-A.-Gauthier durant la pandémie de Covid-19

La communauté innue d’Ekuanitshit interdit l'accès aux non-résidents le 16 mars, et celles de Nutashkuan et de Pessamit le 20 mars. À partir du 26 mars, Uashat mak Mani-utenam interdit de plus à ses résidents de sortir du territoire pour une durée indéterminée. Le 1er avril, Pessamit annonce un confinement total, sans entrées ni sorties, du 4 au 18 avril.
À partir de la mi-avril, les Rangers des Forces armées canadiennes commencent leur travail dans une dizaine de communautés isolées de la Basse-Côte-Nord. Ils patrouillent les communautés pour rassurer et sensibiliser la population aux mesures de distanciation sociale en vigueur et rapporter aux autorités de santé publique tout signe de détresse psychologique.

### Gaspésie–Îles-de-la-Madeleine
Pendant l'été 2020, il y a une montée du tourisme en Gaspésie, menant à certaines frictions en raison du camping sauvage sur les plages, pour lesquelles les autorités répondent avec la mise en place d'escouades sanitaires et des roulottes de dépistages.
La Baie des Chaleurs est le point avec le plus haut taux de cas actifs par capita au Québec au mois de septembre 2020, au début de la deuxième vague. La source de l'éclosion est inconnue, mais on sait que la propagation a eu lieu chez les personnes de plus de 70 ans, un cas unique au Québec.

### Laurentides

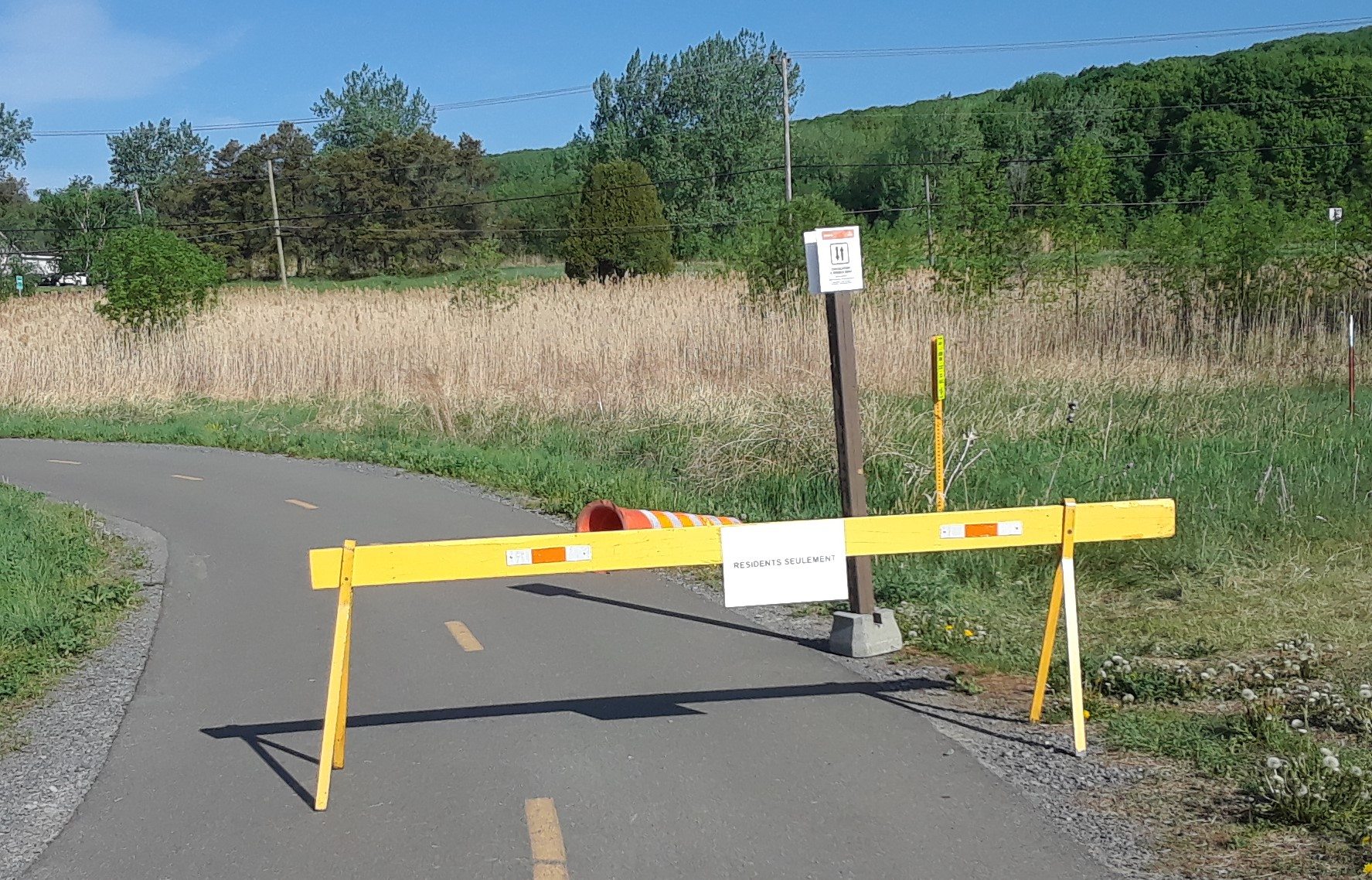
Barrière sur la piste cyclable d'Oka indiquant que le passage est pour Résidents seulement

Le 20 mai, le parc national d'Oka est l'objet d'un blocus des Mohawks de Kanesatake. Le grand chef, Serge Otsi Simon, désire que sa communauté soit protégée jusqu'au 1er juin, car 50 % de celle-ci est à risque en raison du diabète, de l'hypertension et du cancer. Après des négociations entre la Sépaq et le Conseil mohawk de Kanesatake, des mesures supplémentaires de contrôle d'accès au parc sont ajoutées, comme limiter le nombre de visiteurs à 50 % de la capacité du parc, et l'accès à certaines parties de la piste cyclable seulement pour les résidents. Les Mohawks exercent un contrôle supplémentaire à ceux exercés par la Sépaq jusqu'au matin du 1er juin.
En juin, une éclosion de cas a lieu à l'hôpital de Saint-Jérôme, suivie en juillet d'une éclosion à l'hôpital de Saint-Eustache.
Le 7 juin, 300 personnes se réunissent à Val-David afin de manifester contre le projet de loi 61.
Le 1er septembre, à la suite de la contamination à la Covid-19 de quatre membres de leur personnel, le CISSS des Laurentides annonce la fermeture de la clinique de dépistage de Saint-Jérôme jusqu'au lendemain matin, le temps de désinfecter les installations.
Le 23 janvier 2021, les services de polices locaux et provincial distribuent des constats d'infractions à 36 participants à une fête dans la localité de Mirabel.

### Mauricie
Une usine de production de masques chirurgicaux ouvre ses portes à Louiseville. Entreprise Prémont est associée à des partenaires aux expertises variées – Delta Cosmetics, Vêtements Flip Design et Gestion Hardy-Girard, spécialisée dans la filtration de l’air – pour produire et distribuer des masques chirurgicaux à usage unique.

### Montérégie
Le 9 octobre, une soirée de bingo à Saint-Jean-sur-Richelieu, alors en zone orange, attire l'attention médiatique alors que 250 participants s'y trouvent. Les organisateurs doivent par la suite cesser l'organisation de ces soirées. Cette soirée est à l'origine d'au moins quatre cas de contamination.

### Nord-du-Québec
Le 28 mars 2020, le Nunavik confirme son premier cas de Covid-19. À partir du 2 avril, les quatorze villages du Nunavik sont en confinement total. Cette région, accessible uniquement par avion, n'accepte que les vols d'approvisionnement en nourriture et en équipement, ainsi que ceux transportant les travailleurs essentiels. Cette mesure vise à freiner la propagation de la Covid-19 au sein de communautés déjà fragilisées par la pénurie de logements, la présence de tuberculose, le nombre de fumeurs, le taux de maladies chroniques et un système de santé précaire,. Le 3 avril, en réponse à la demande d'aide du gouvernement provincial, le premier ministre du Canada annonce le déploiement des Rangers canadiens au Nunavik dans le but de soutenir l'installation d'infrastructures médicales. Depuis le début de la Covid-19, le Nunavik compte 14 cas en date du 19 avril, soit cinq guéris et neuf actifs. Le 23 avril, la Régie régionale de la santé et des services sociaux du Nunavik annonce un financement de 500 000 $ aux organismes communautaires locaux d'aide alimentaire.
Le 1er mai 2020, Me Marc Lemay, président du Comité sur le système de justice du Nunavik, se préoccupe de la protection des enfants dans le contexte où le traitement des dossiers en protection de la jeunesse est ralenti par le manque d'accès à Internet. Depuis que la bande passante est réservée à la santé, la lenteur du service Internet limite l'utilisation de la visioconférence, alors que la communication non verbale constitue un aspect essentiel des échanges pour les Inuits. Puvurnituk est un des villages qui possède un palais de justice qui sert de point de service à d'autres villages. Puisqu'il présente également la majorité des cas de Covid-19, les parents sont réticents à s'y rendre. Comme les logements surpeuplés ne comportent pas d'espace privé où les intervenants peuvent rencontrer les parents, ces derniers doivent se rendre au palais de justice de Puvurnituk afin de protéger la confidentialité du dossier. Ces obstacles, aggravés par la pandémie, alourdissent un système de justice déjà fragilisé par un manque de ressources financières et un nombre restreint d'interprètes en inuktitut.

### Saguenay-Lac-Saint-Jean

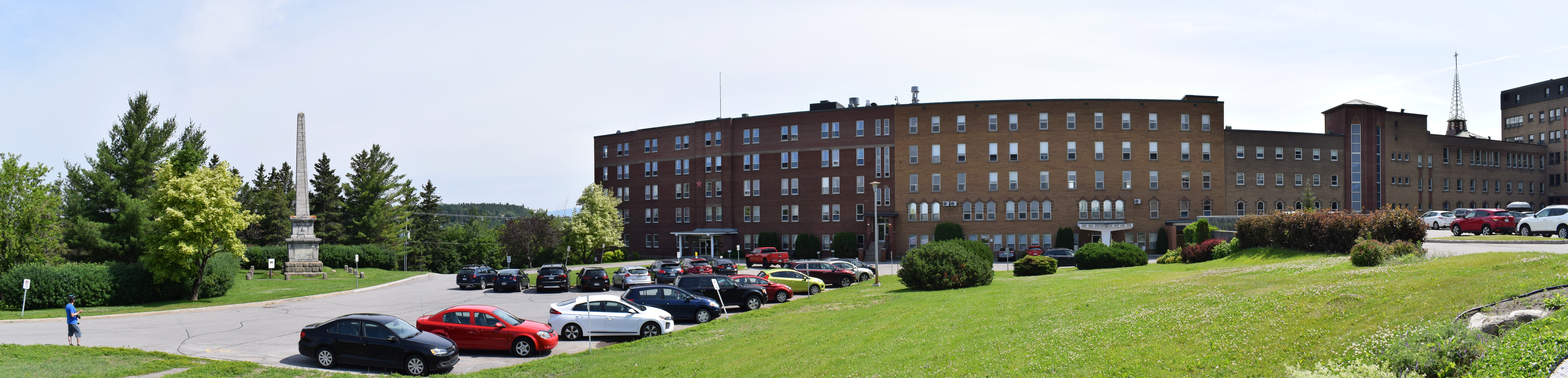
La première clinique de dépistage de Saguenay est ouverte le 17 mars 2020 dans l'ancien monastère des Augustines de la Miséricorde de Jésus.

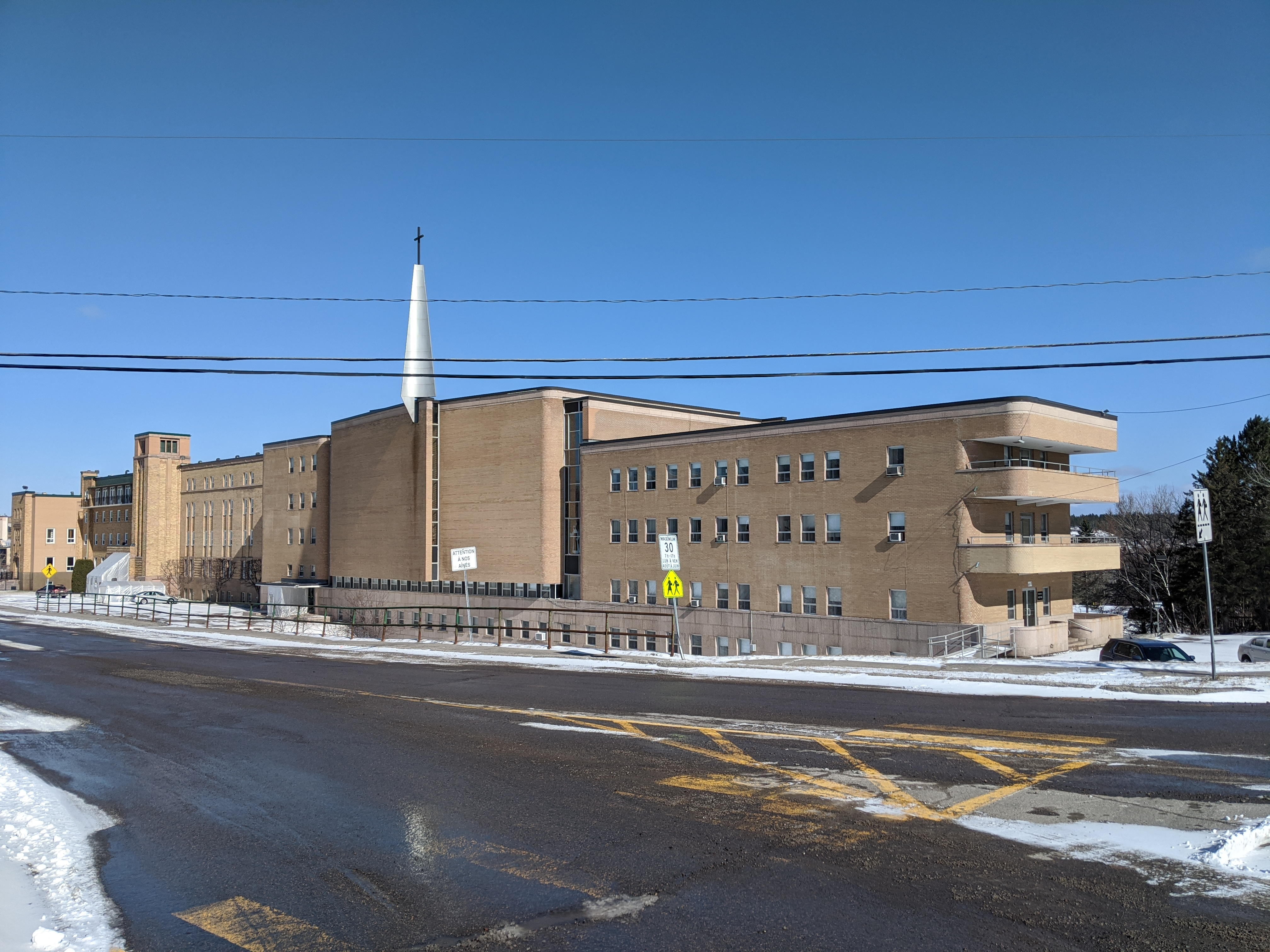
Résidences des Sœurs antoniennes de Marie de Chicoutimi, situées sur la rue Jacques-Cartier.

La première vague de la pandémie frappe le Saguenay—Lac-Saint-Jean comme le reste de la province au printemps 2020. Bien que des éclosions entraînant des morts frappent certains milieux communautaires tels le CHSLD de la Colline (d) et les Sœurs antoniennes de Marie, on ne note pas de transmission communautaire et le nombre de cas demeure relativement faible.
Il en va autrement lors de la deuxième vague à l'automne 2020. En novembre, la région devient l'épicentre de la pandémie au Québec avec 233 cas pour 100 000 habitants,. Elle est par la suite considérée comme étant la région la plus touchée au Canada, atteignant 758 cas par 100 000 habitants. Le 22 novembre, en raison du manque de ressources sanitaires, on annonce le premier transfert d'un patient vers Québec pour traitements contre la maladie. Le 18 décembre, on annonce que l'hôpital de Chicoutimi est en situation critique. Il est dévoilé ultérieurement que lors de la période allant du 13 octobre 2020 au 18 janvier 2021, l'hôpital de Chicoutimi est l'établissement de santé qui a été le plus touché par la maladie au Québec, avec 618 cas recensés, soit environ moitié plus de cas que les 394 cas du deuxième établissement le plus touché. Les cas diminuent fortement au début de la nouvelle année, surtout à partir de la deuxième semaine de janvier.
La troisième vague frappe la région à l'arrivée du printemps. Celle-ci est cependant moins intense que la deuxième et le nombre d'infectés diminuera fortement avec l'arrivée de l'été.
Une quatrième vague touche le Saguenay-Lac-Saint-Jean à l'automne. Celle-ci est semblable à la première vague, avec des éclosions apparaissant ici et là, mais sans transmission communautaire et avec une faible quantité de cas.
Cependant, comme pour le reste de la province, la région connaît un record de nouveaux cas quotidiens en décembre avec la propagation fulgurante du variant Omicron. Ainsi, le 30 décembre, elle enregistre 497 nouveaux cas, soit plus du double du record atteint lors de la deuxième vague.

## Statistiques
Les données officielles du gouvernement du Québec sont diffusées quotidiennement sur le site web de l'Institut national de santé publique du Québec.